# レヴォル・ブーニン
レヴォル・ブーニン（ロシア語: Револь Самуилович Бунин, ラテン文字：Revol Samuilovich Bunin、1924年4月6日 - 1976年6月3日）は、ロシアの作曲家。

## 生涯
モスクワ出身。両親がロシア革命の支持者だったので、「革命（レヴォリューション）」からレヴォルと名付けられた。　幼時から音楽に興味を示し、1941年にモスクワ音楽院に入学し、ヴィッサリオン・シェバリーンとドミートリイ・ショスタコーヴィチに師事した。1945年に卒業したのちは、レニングラード音楽院でショスタコーヴィチのアシスタントとなった。しかし1948年、ショスタコーヴィチが「形式主義者」の烙印を押されて教職を追放されると、ブーニンも音楽院を去った。その後、音楽出版社に勤務したのち、1953年からはフリーランスの作曲家として活動した。喘息に苦しみつつ52歳で死去した。

## 作風
ブーニンの作風は師のショスタコーヴィチの影響を強く受けている。そのうえで和声・ポリフォニー・リズムなどの面で独自性を打ち出した。穏健な十二音音楽を採用し、適度にアヴァンギャルドの要素を取り入れた。

## 作品

### 管弦楽曲
- 交響曲第1番（1943）
- 交響曲第2番（1945）
- 交響曲第3番（1957）
- 交響曲第4番（1959）
- 交響曲第5番（1961）
- 交響曲第6番（1966）
- 交響曲第7番（1969）
- 交響曲第8番（1970）
- 交響曲第9番（1974）

### 協奏曲
- ヴィオラとオーケストラのための詩曲（1952）
- ヴィオラ協奏曲（1953）
- オルガンと室内オーケストラのための協奏曲（1961）
- ピアノ協奏曲（1963）
- ヴァイオリン協奏曲（1972）

### オペラ
- オペラ『仮面舞踏会』（1944）

### 室内楽曲
- 弦楽四重奏曲第1番（1944）
- ピアノ五重奏曲（1946）
- ピアノ三重奏曲（1946）
- ヴァイオリンとピアノのためのソナタ（1955）
- ヴィオラとピアノのためのソナタ　ニ短調　Op.26 （1955）
- ヴィオラとピアノのための組曲（1955）
- 弦楽四重奏曲第2番（1955）

### ピアノ曲
- ソナチネ（1939）
- パルティータ第1番（1947）
- パルティータ第2番（1951）
- ピアノソナタ（1971）